# Katu narodi
Katu narodi, skupina naroda porodice Mon-Khmer koji zajedno s narodima Pear, Khmerima i Bahnarima čine istočnu skupinu mon-khmerske porodice. Geografski i jezično dijele se na centralne ili Ta'oih s Ir, Kataang, Ong i Gornje i Donje Ta'oih. Svi su iz Laosa. Istočne Katue čine Kasseng iz Laosa; Ngeq-Nkriang-govornici s Khlor i Ngae koji govore Ngeq, također iz Laosa; Katu-Pacoh govornici s istočnim Katuima, Pacoh i Phuong iz Vijetnama i Tareng i zapadnim Katuima iz Laosa. Zapadne katujske narode čine narodi Brou-So sa Sô i istočni Bru iz Laosa; Khua iz Vijetnama; i zapadni Bru iz Tajlanda. Podskupine Kuay-Nheu s Kuy i Kuay-Yoe s Nyeu, svi iz Tajlanda.